# アルヴィン・バティスト
アルヴィン・バティスト (Alvin Batiste Sr.、1932年11月7日 – 2007年5月6日)は米国のアヴァンギャルド・ジャズのクラリネット奏者。

## 生涯
ルイジアナ州ニューオーリンズ生まれ。彼は、ルイジアナ州バトンルージュのサザン大学内に自身のジャズ研究所を持ち、そこで教鞭を執った。
アルヴィン・バティストはニューオーリンズで音楽一族として著名なバティスト家の一員である。同一族には ハロルド・バティスト (AFOレコード)、ライオネル・バティスト (トレメ・ブラス・バンド)、ラッセル・バティストJr. (ファンキー・ミーターズ)、ジョン・バティスト (ステイ・ヒューマン)を始め25人に上るミュージシャンがいる。
バティストは、ニューオーリンズを拠点としたアメリカン・ジャズ・クインテットにハロルド・バティスト、エド・ブラックウェル、エリス・マルサリス・Jr.とともにメンバーとして参加していた。彼の最後のアルバムはブランフォード・マルサリスがプロデュースし、ラッセル・マローンとハーリン・ライリーがフィーチャーされている。

### 死去
2007年5月6日、バティストは、就寝中に心臓発作のため、バトンルージュで亡くなった。74歳だった。

## 影響と賛辞
複数の著名なミュージシャンがサザン大学のバティストの下で学んでいる。その中にはブランフォード・マルサリス、ランディ・ジャクソン、弟のハーマン、ドナルド・ハリソン、ヘンリー・バトラー、チャーリー・シングルトン (キャメオ)、ロナルド・マイヤーズ、ウッディー (スピリット)らがいる。エミー賞を受賞した作曲家、ピアニスト、教育者のマイク・エスノルトもバティストの教え子であった。レジナルド・ヴィール、ウェス・"ウォームダディ"・アンダーソン、ハーリン・ライリーらジャズ・アット・リンカーン・センターのメンバーの何名かについてもバティストの弟子であった。彼らの中にはブランフォード・マルサリスから紹介を受けた者もいた。
ジョン・バティストはアルヴィンについて「過去40年に渡りニューオーリンズの音楽シーンの皆に教えたクラリネット奏者だ」と語っている。ジョンの2023年リリースのコンセプト・アルバム『ワールド・ミュージック・レディオ』収録の「MOVEMENT 18' (Heroes)」の中で、アルヴィンによる神への祈りの音声が使用されている。

## ディスコグラフィー

### リーダー作
- 1984年 『Musique D'Afrique Nouvell Orleans』(India Navigation)
- 1988年 『Bayou Magic』(India Navigation)
- 1993年 『Late』(Columbia Records)
- 1999年 『Songs, Words and Messages, Connections』(SLM Records)
- 2007年 『Marsalis Music Honors Series: Alvin Batiste』（Rounder Select)[7]

### 客演作
- 1972年 キャノンボール・アダレイ / 『The Black Messiah』(Stateside)
- 1977年 ビリー・コブハム / 『Magic』
- 1984年 クラリネット・サミット / 『Clarinet Summit』(India Navigation)[8]
- 1987年 ヘンリー・バトラー / 『The Village』 (Impulse!)
- 1997年 マーロン・ジョーダン / 『Marlon's Mode』
- 1990年 ウィントン・マルサリス / 『Crescent City Christmas Card』
- 1991年  マーク・ホイットフィールド / 『Patrice』